# Castillo de la Muña
El castillo de la Muña son los restos arqueológicos de un castillo rural cristiano del siglo XIV, situado a unos 7 km al noroeste de Torredelcampo, provincia de Jaén (España). Está declarado Bien de Interés Cultural, conforme al decreto de 22 de abril de 1949. Forma parte de la Ruta arqueológica de los Torreones.

## Toponimia
Algunos autores como Juan Eslava Galán (1999) sostienen que el nombre Muña derivaría del árabe hispánico, almunia. Sin embargo, lo más probable, según afirma Eva María Alcázar Hernández, es que el topónimo derive de una de sus primeras propietarias tras la conquista castellana. En el Libro de las Dehesas de 1378 se denominaba como Torre de Doña Muña o Doña Amuña.

## Descripción
Actualmente el lugar está ocupado por un cortijo (La Muña), en el que está integrado el único resto conservado del antiguo castillo, una torre de planta cuadrada, con 8,20 m de lado, construida en mampuesto y con sillares de pequeño tamaño en las esquinas. Posee dos plantas cubiertas con bóvedas de cañón apuntadas, realizadas con ladrillo, y una planta superior o azotea. Todas ellas se comunican a través de tramos de escaleras de piedra, cubiertos con pequeñas bóvedas de cañón apuntado de ladrillo. La iluminación interior se conseguía por medio de saeteras, hoy día transformadas en ventanales.
En la actualidad es propiedad particular y a ella aparecen adosados una serie de cortijos, algunos de ellos fechados a inicios del siglo XIX. Ello impide determinar si se trata de una torre vigía aislada o bien de un pequeño castillo rural del que solo se conservase su torre del homenaje, posibilidad factible dado su gran tamaño.
Se conservan algunos vestigios de muros a ambos lados de la torre que podrían haber formado parte del castillo rural.
La estructura visible es obra cristiana del siglo XIV, si bien es posible una superposición a una antigua estructura fortificada islámica.

## Historia
En la zona se han hallado, por medio de barrido superficial, restos cerámicos de la Edad del Bronce. Se conserva parte de la estructura de una turris de fase ibérica. En época romana se reutilizó parte de esta estructura ibérica, definiéndose una villa Alto y Bajoimperial. De la época islámica se han hallado restos materiales emirales, como una Qarya o pequeña aldea. No se han hallado materiales del siglo XII y XIII, si bien el profesor Juan Carlos Castillo Armenteros no descarta que el norte de la meseta en la que se asienta el cortijo estuviera ocupado en esta época.
Tras la conquista castellana pasó a formar parte del Concejo de Jaén, cerca de las posesiones de la Orden de Calatrava. Tenía derecho a dehesa boyal propia.